# Gairnshiel Bridge
Die Gairnshiel Bridge ist eine Straßenbrücke nahe der schottischen Ortschaft Crathie in der Council Area Aberdeenshire. 1971 wurde die Brücke in die schottischen Denkmallisten zunächst in der Kategorie B aufgenommen. Die Hochstufung in die höchste Denkmalkategorie A erfolgte 1994.

## Geschichte
Um die Reaktionszeiten des schottischen Militärs zu verringern, wurde infolge des Jakobitenaufstands 1745 der Ausbau des schottischen Militärstraßennetzes durch General Wade vorangetrieben. Die Gairnshiel Bridge wurde als Teil der Militärstraße zwischen Blairgowrie und Fort George um 1749 durch Wades Nachfolger William Caulfeild erbaut. Heute trägt sie die von Nairn nach Bridge of Gairn führende A939. Um die Brücke zu entlasten, wurde in der Nähe die Gairnshiel Jubilee Bridge gebaut, über die zukünftig die A939 verläuft. Die neue Brücke wurde am 5. Oktober 2023 von König Charles III. eröffnet.

## Beschreibung
Die Gairnschiel Bridge befindet sich in einer dünnbesiedelten Region Aberdeenshires jeweils rund sechs Kilometer nordöstlich von Crathie beziehungsweise nordwestlich von Bridge of Gairn. Der Mauerwerksviadukt überspannt den Gairn mit einem Segmentbogen mit einer lichten Weite von 17,3 m. Eine Brüstung begrenzt die steil verlaufende Fahrbahn auf der Bruchsteinbrücke. Sie ist am höchsten Punkt rund einen Meter hoch und flacht zu beiden Seiten auf etwa 20 cm ab.